# Ів Бест
Емілі «Ів» Бест (англ. Emily «Eve» Best; 31 липня 1971, Лондон, Англія, Великобританія) — англійська акторка. Найбільш відома ролями доктора Елінор О'Хара з телесеріалу «Медсестра Джекі» (2009—2012), Волліс Сімпсон із фільму «Король говорить!» (2010), Доллі Медісон з документального телесеріалу «Американський досвід» (2011) та Рейніс Таргарієн з телесеріалу «Дім дракона» (з 2022 року).

## Біографія

### Ранні роки
Емілі Бест виросла в Ладброк-Гроув, Лондон, у родині журналіста-дизайнера та акторки. У дев'ятирічному віці вона вперше виступила з дитячою оперною трупою W11 Opera в Лондоні. Вона відвідувала школу для дівчат абатства Вікомб, а потім вступила до коледжу Лінкольна в Оксфорді, де вивчала англійську мову. Після закінчення Оксфорда, де вона брала участь у постановках Драматичного товариства Оксфордського університету та виступала на Единбурзькому фестивалі, дебютувала на професійній сцені в ролі Беатріче у виставі «Багато галасу з нічого» в театрі Саутворк.

### Кар'єра
Після роботи на лондонській сцені Бест навчалася в Королівській академії драматичного мистецтва (RADA) в Лондоні. Після закінчення навчання в 1999 році вона з'явилася у відновленій виставі «Шкода, що вона повія» в театрі «Янг Вік», за яку отримала нагороди Evening Standard і Critics' Circle, як найкращий дебютант; вона взяла ім'я своєї бабусі — «Ів», як сценічний псевдонім, оскільки Емілі Бест вже була зареєстрована в Британській асоціації акторської майстерності.
Вона з'явилася в ролі Лукреції у версії аудіокниги Шекспіра «Зґвалтування Лукреції» на Наксосі. Також зіграла головну роль у постановці «Емми» на BBC Radio 4 у 2000 році.
2006 року Бест здобула премію Лоуренса Олів'є за головну роль у фільмі «Гедда Ґаблер» та була номінована на цю ж премію наступного року за роль Джозі у п'єсі Юджина О'Ніла «Місяць для знедолених» у лондонському театрі «Олд Вік».
Серед телевізійних робіт Емілі Бест була задіяна у фільмах «Головний підозрюваний: Фінальний акт» (2006), «Пробудження мертвих» (2004), «Шеклтон» (2002) і «Таємниці інспектора Лінлі» (2005).
На початку 2007 року вона зіграла головну роль у постановці «Шеффілд Крусибл» п'єси «Як вам це сподобається», яка протягом короткого часу йшла в театрі «Свон» у Стратфорді в рамках сезону «Повне зібрання творів». Того ж року Бест зіграла у бродвейській постановці «Місяць для покинутих», за яку була номінована на премію «Тоні», як найкраща жіноча роль у п'єсі.
Бест з'явилася у виставі Гарольда Пінтера «Повернення додому» в нью-йоркському театрі «Корт», де разом з нею зіграли Іян Макшейн, Рауль Еспарза та Майкл Маккін. Деніел Салліван був режисером 20-тижневого обмеженого показу, який тривав до 13 квітня 2008 року. У 2011 році вона знову з'явилася в ролі Беатріче у критично визнаній постановці «Багато галасу з нічого» в Шекспірівському театрі «Глобус», зігравши Чарльза Едвардса в ролі Бенедикта, а також головну роль у постановці «Герцогині Мальфі» в Олд Вік у 2012 році. Її режисерський дебют — постановка «Макбет» у «Глобусі» у 2013 році.
Влітку 2014 року Бест зіграла Клеопатру, головну роль у шекспірівській версії «Антонія і Клеопатри» у «Глобусі». 2015 року вона повернулася на Бродвей у відродженій п'єсі Пінтера «Старі часи», зігравши проти Клайва Оуена та Келлі Рейлі.
З 2021 року її можна побачити, як Фару Доулінг у фентезійному серіалі «Доля: Сага Вінкс».
У травні 2023 року на каналі ITV1 вийшов серіал «Меріленд», де Бест зіграла роль Розалін, яка возз'єднується зі своєю сестрою Беккою (Суранна Джонс) після того, як тіло їхньої матері знаходять мертвим на острові Мен.

## Фільмографія

### Фільми
| Рік  | Оригінальна назва | Назва            | Роль            | Нотаток              |
| ---- | ----------------- | ---------------- | --------------- | -------------------- |
| 2001 | Brilliant!        |                  | Ніна            | (короткий)           |
| 2002 | Shackleton        |                  | Елеонор Шеклтон | TV movie             |
| 2004 | The Lodge         |                  | Юні             | (короткий)           |
| 2010 | The King's Speech | Король говорить! | Волліс Сімпсон  |                      |
| 2014 | Someone You Love  |                  | Кейт            |                      |
| 2015 | Unity             | Єдність          | Оповідач        | Документальний фільм |

### Серіали
| Рік             | Оригінальна назва                  | Назва            | Рорль                  | Нотаток                                                        |
| --------------- | ---------------------------------- | ---------------- | ---------------------- | -------------------------------------------------------------- |
| 2000            | The Bill                           |                  | Енн                    | Епізод: Звірі                                                  |
| 2000            | Casualty                           |                  | Ембер Хоуп             | Епізод: Захопити ніч                                           |
| 2001            | The Infinite Worlds of H. G. Wells |                  | Еллен Макгіллрей       | Телевізійний міні-серіал                                       |
| 2004            | Waking the Dead                    |                  | Наташа Блум            | Епізод: Гра тіней: Частина 1                                   |
| 2004            | Lie With Me                        |                  | Розелін Тайлер         | Телевізійний міні-серіал                                       |
| 2005            | The Inspector Lynley Mysteries     |                  | Аманда Гібсон          | Епізод: У божественній пропорції                               |
| 2006            | Prime Suspect: The Final Act       |                  | Лінда Філіпс           |                                                                |
| 2006            | Vital Signs                        |                  | Сара Картрайт          | 6 серій                                                        |
| 2009-2013, 2015 | Nurse Jackie                       |                  | Доктор Елеонора О'Хара |                                                                |
| 2010            | American Experience                |                  | Доллі Медісон          | Епізод: Доллі Медісон                                          |
| 2010            | The Shadow Line                    |                  | Петра Майлер           | 3 епізоди                                                      |
| 2012            | Up All Night                       |                  | Івонна Шарм            | Епізод: Новий Бос                                              |
| 2013            | The Challenger Disaster            |                  | Саллі Райд             |                                                                |
| 2014            | New Worlds                         |                  | Анжеліка Фаншоу        | Епізоди 1–3                                                    |
| 2014            | The Honourable Woman               |                  | Моніка Чатвін          | Епізоди 1–8                                                    |
| 2015            | Life in Squares                    |                  | Ванесса Белл           |                                                                |
| 2016–2017       | Stan Lee's Lucky Man               |                  | Анна Клейтон           | Головний акторський склад                                      |
| 2021–2022       | Fate: The Winx Saga                | Доля: Сага Вінкс | Фара Доулінг           | Головний акторський склад (1 сезон, 6 серія; 2 сезон, 1 серія) |
| 2022–2024       | House of the Dragon                | Дім дракона      | Реніс Таргарієн        | Головний акторський склад                                      |
| 2023            | Maryland                           |                  | Розалін                | Головний акторський склад (серіал ITV, 3 серії)                |
| 2023            | The Crown                          | Корона           | Керол Міддлтон         | 2 епізоди                                                      |

## Інтернет-ресурси
- Interview with the Sunday Times
- W11 Opera